# Izrael (keresztnév)
Az Izrael héber eredetű férfinév, jelentése megfejtetlen, népi magyarázat szerint Isten harcosa, más magyarázatok szerint Isten bizonyuljon Úrnak, vagy Isten felragyog, világít vagy készenlétben Istenért, vagy egy megbízható, sikeres jelentésű szóval függ össze.
Kiegészítés:
Izrael előző (korábbi) neve a bibliában Jakov vagy Jákob (azaz Istennel harcoló). 
Jakov neve kétszer volt megváltoztatva: „Israel”re.
Először miután sikeresen harcolt az "emberrel" és az Istennel. 
(Magyarázat: Jakov harcolt nemcsak  Ézsauval és Lábánnal, hanem Istennel is, mivel a hite nem volt töretlen.)
Másodszor újra meg lett változtatva a neve ismét Izraelre, miután oltárt épített Bet El vagy Béthel–ben (a város nevének jelentése: Isten Háza), Isten részére. Ekkor már töretlen volt a hite és már csak egy istenben hitt.
A név jelentésének fordításai:
1.  Küzdött Istennel (Sar-El vagy Szar-El - sZárel) (sikeresen)
Sar vagy Szár fordítása = vezet (a mai jelentése = miniszter)
2.  Jasar-El ( ejtsd: Dzsászárel) = Egyenesen (vezet) (az) Isten. 
Jelentése = teljes, töretlen, feltételek nélküli hit (az) Istenben.

## Gyakorisága
Az 1990-es években szórványos név, a 2000-es években nem szerepel a 100 leggyakoribb férfinév között.

## Névnapok
- február 3.[2]
- február 5.[2]

## Híres Izraelek
- Iszráél Gálili (1923–1995; eredeti neve: Izrael Balashnikov), a Galil gépkarabély megalkotója.
- Izrael Poznański (1833–1900) lengyel vállalkozó.